# 大阪府道128号高槻停車場線
大阪府道128号高槻停車場線（おおさかふどう128ごう たかつきていしゃじょうせん）は、大阪府高槻市を通る、かつて存在した一般府道である。

## 概要
高槻市紺屋町から高槻市城北町1丁目に至る。2010年（平成22年）6月30日に廃止された。
かつて、JR西日本東海道本線 高槻駅から一直線に南下して国道171号に連絡する路線であった。

### 路線データ
大阪府告示に基づく起終点および経過地は次のとおり
- 起点：高槻市紺屋町（高槻停車場：JR西日本東海道本線 高槻駅前）
- 終点：高槻市城北町1丁目（高槻市役所前交差点、国道171号交点、大阪府道16号大阪高槻線終点）
- 重要な経過地：なし
- 総延長：0.646 km[注釈 1][2]

## 歴史
本路線は、道路法（昭和27年法律第180号）第7条の規定に基づき、一般府道として1959年（昭和34年）に大阪府が初回認定した路線の1つである。2010年（平成22年）に廃止され、高槻市に移管された。

### 年表
- 1959年（昭和34年）12月1日 - 大阪府が一般府道高槻停車場線として路線認定。整理番号は60[3]。
- 2010年（平成22年）6月30日 - 大阪府が一般府道高槻停車場線を廃止[1]。

## 地理

### 通過していた自治体
- 大阪府
  - 高槻市

### 交差していた道路
| 交差していた道路                                                                                                | 交差していた場所 | 交差していた場所          |
| --- | ---------------- | ------------------------- |
| 国道171号 大阪府道・京都府道6号枚方亀岡線 重複 大阪府道・京都府道14号大阪高槻京都線 重複 大阪府道16号大阪高槻線 | 城北町1丁目      | 高槻市役所前交差点 / 終点 |

### 交差していた鉄道
- 阪急京都本線

### 沿線
- 高槻駅前郵便局
- 高槻市役所
- 高槻市立生涯学習センター
- 高槻市立桃園小学校